# Riparbella
Riparbella es una localidad italiana de la provincia de Pisa, región de Toscana, con 1.608 habitantes.

Ubicación de la ciudad de Riparbella dentro de la provincia de Pisa.

## Evolución demográfica
| Gráfica de evolución demográfica de Riparbella entre 1861 y 2001 |
|                                                                  |
| Fuente ISTAT - Elaboración gráfica por parte de Wikipedia        |